# Antes de ser rebelde
Antes de Ser Rebelde é a segunda coletânea da cantora mexicana Anahí, incluindo dois de seus primeiros álbuns solo de estúdio: ¿Hoy Es Mañana? (1995) e Anclado en Mí Corazón (1997).

## Faixas
| N.º            | Título                  | Duração |  |
| 1.             | "Descontrolándote"      | 3:33    |  |
| 2.             | "Escándalo"             | 3:51    |  |
| 3.             | "Soy Como soy"          | 3:13    |  |
| 4.             | "Química"               | 3:21    |  |
| 5.             | "Fin de Semana"         | 3:25    |  |
| 6.             | "Sexy"                  | 3:57    |  |
| 7.             | "Corazón de Bombón"     | 2:46    |  |
| 8.             | "Salsa Reggae"          | 5:01    |  |
| 9.             | "Por Volverte a Ver"    | 3:12    |  |
| 10.            | "Anclado en Mi Corazón" | 3:06    |  |
| 11.            | "Historia Entre Amigas" | 3:21    |  |
| 12.            | "No Me Comparen"        | 3:38    |  |
| 13.            | "Para Nada"             | 3:57    |  |
| 14.            | "Teléfono Suena"        | 3:17    |  |
| 15.            | "Bailar"                | 3:39    |  |
| 16.            | "Porción de Amor"       | 3:57    |  |
| Duração total: | Duração total:          | 57:11   |  |